# 2010-es Roland Garros

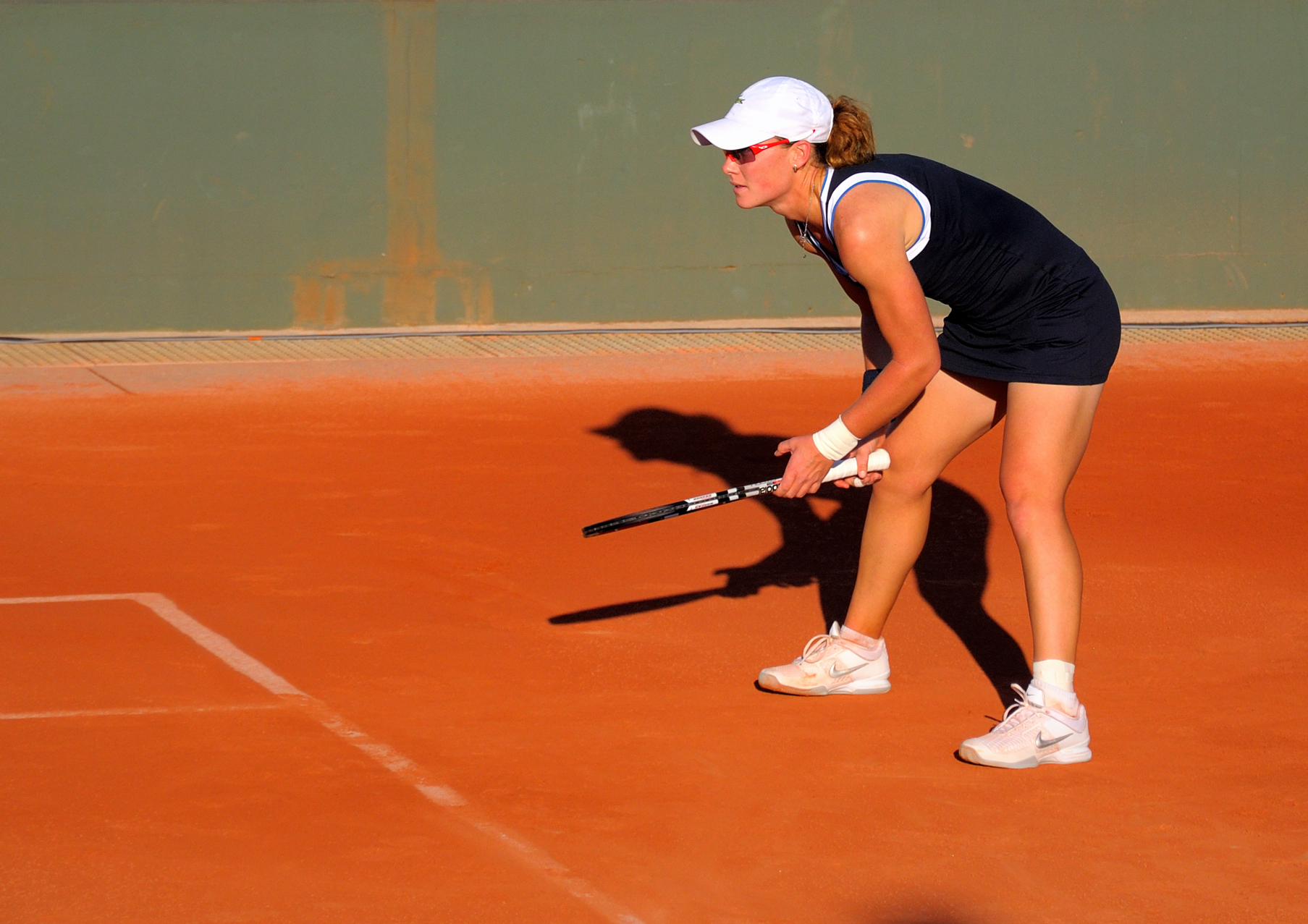
Samantha Stosur pályafutása első egyes Grand slam-döntőjét vívta a tornán

A 2010-es Roland Garros az év második Grand Slam-tornája, a Roland Garros 109. kiadása volt. 2010. május 23. és június 6. között került lebonyolításra Párizsban.
A férfiak mezőnyében Rafael Nadal diadalmaskodott. A spanyol ötödik alkalommal nyert ezen a tornán, ezúttal a svéd Robin Söderling volt döntőbeli ellenfele.
A nőknél Francesca Schiavone első Grand Slam-győzelmét aratta. Ellenfele az ausztrál Samantha Stosur volt a döntőben, aki pályafutása első egyéni Grand Slam-döntőjét játszotta.
A juniorok páros mezőnyében magyar siker született. Babos Tímea az amerikai Sloane Stephens oldalán nyerte meg a számot.

## Döntők

### Férfi egyes
Rafael Nadal –  Robin Söderling, 6–4, 6–2, 6–4

### Női egyes
Francesca Schiavone –  Samantha Stosur, 6–4, 7–6(2)

### Férfi páros
Daniel Nestor /  Nenad Zimonjić –  Lukáš Dlouhý /  Lijendar Pedzs, 7–5, 6–2

### Női páros
Serena Williams /  Venus Williams –  Květa Peschke /  Katarina Srebotnik, 6–2, 6–3

### Vegyes páros
Katarina Srebotnik /  Nenad Zimonjić –  Jaroszlava Svedova /  Julian Knowle, 4–6, 7–6(5), [11–9]

## Juniorok

### Fiú egyéni
Agustín Velotti –  Andrea Collarini, 6–4, 7–5

### Lány egyéni
Elina Szvitolina –  Unsz Dzsábir, 6–2, 7–5

### Fiú páros
Duilio Beretta /  Roberto Quiroz –  Facundo Argüello /  Agustín Velotti, 6–3, 6–2

### Lány páros
Babos Tímea /  Sloane Stephens –  Lara Arruabarrena Vecino /  María Teresa Torró Flor, 6–2, 6–3